# 2017 aux Îles Salomon
Cet article présente les faits marquants de l'année 2017 aux Îles Salomon.

## Évènements
- 30 juin : Fin de la mission international RAMSI, débutée en 2003[1].
- 6 novembre : Le Premier ministre Manasseh Sogavare est destitué par une motion de censure au Parlement, après la défection de neuf de ses ministres. Manasseh Sogavare les accuse d'avoir agi ainsi pour empêcher l'introduction au Parlement d'un projet de loi de lutte contre la corruption, et suggère que certains d'entre eux craignaient d'être poursuivis pour corruption[2],[3]. La branche locale de Transparency International estime elle aussi que les députés ont renversé le gouvernement par crainte d'être mis en cause pour corruption[4]. Rick Houenipwela est élu à sa succession par les députés le 15 novembre, entre en fonction le jour même, et promet de faire adopter néanmoins la loi anti-corruption[5].